# Richard Fall
Richard Fall (3. dubna 1882, Jevíčko – údaje se liší 1943–1945?, Osvětim) byl rakouský skladatel a dirigent židovského původu z moravské Malé Hané. Mezi jeho populární písně patří Was machst du mit dem Knie lieber Hans (Co děláš s kolenem milý Honzo).

## Život a profesní kariéra
Narodil se v malohanáckém Jevíčku v tamější židovské komunitě manželské dvojici Floře Fallové, rozené Brǘlové, jevíčské rodačce, a Moritzi Fallovi. Manželé měli 7 dětí: Lea, Siegfrieda, Ernsta, Hedwigu, Amálii, Karla a Richarda. Šlo o hudební rodinu. Skladateli a dirigenty byli i jeho otec Moritz Fall a dva bratři Leo a Siegfried. Několik měsíců po Richardově narození se matka s dětmi přestěhovala za otcem do Haliče. Richard se v roce 1908 stal dirigentem operetních představení v Berlíně. V roce 1909 pracoval ve Vídni, stal se dirigentem v Johann-Strauss-Theater, tamtéž v roce 1916 prvním kapelníkem v Apollo-Theater. V roce 1930–1932 skládal filmovou hudbu, nejprve v americkém Hollywoodu, potom v Německu. V roce 1938 odešel před nacismem do Francie a následně do USA. V roce 1943 se ale vrátil do Francie. Dne 20. listopadu 1943 byl jako Žid deportován z Paříže do koncentračního tábora
Auschwitz-Birkenau. Tam byl na počátku roku 1945 zavražděn.

## Hudební tvorba
Skládal písně a kuplety, hudbu k operetám a revue, komorní hudbu a hudbu ke třem hollywoodským filmům (Liliom, East Lynne a Merely Mary Ann) a dvěma německým filmům (Sehnsucht 202, Une jeune fille et un million). Velice oblíbené byly jeho šlágry Was machst Du mit dem Knie, lieber Hans a Wo sind Deine Haare, August. Hudebně úspěšnější byl jeho bratr Leo.

## Dílo

### Divadelní skladby
- Goldreifchen. Pohádka o 3 jednáních. Libreto: Paul Wertheimer a Mia Ewers. UA 1909 Vienna
- Das Damenparadies. Opereta o 1 jednání. Libreto: Julius Brammer a Alfred Grünwald. UA 1911 Vienna
- Wiener Fratz. Opereta o 1 jednání. Libreto: Ernst Klein a Michail Alexandrowitsch Weikone. UA 1912 Vienna
- Arms and the Girl. Opereta o 2 scénách. Libreto: Austen Hurgon. UA 1912 London
- Leute vom Stand. Opereta o 1 jednání. Libreto: Robert Bodanzky a Fritz Grünbaum. UA 1913 Vienna
- Der Weltenbummler. Operetta s 1 předehrou a 2 jednáními. Libreto: Fritz Löhner-Beda a Karl Lindau. UA 1915 Berlin
- Die Dame von Welt. Opereta o 3 jednáních. Libreto: Fritz Löhner-Beda a Hans Kottow. UA 1917 Vienna
- Die Puppenbaronessen. Muzikálová komedie o 2 jednáních. Libreto: Alexander Engel a Fritz Grünbaum. UA 1917 Vienna
- Großstadtmärchen. Opereta o 3 jednáních. Libreto: Bruno Hardt-Warden a Erwin Weill. UA 1920 Vienna
- Im Alpenhotel. Opereta o 1 jednání. Libreto: Julius Horst a Ernst Wengraf. UA 1921 Vienna
- Der geizige Verschwender. Opereta o 3 jednáních. Libreto: Richard Keßler a Arthur Rebner. UA 1922 Berlin
- Apollo? Nur Apollo! Revue v 18 scénách (společně s dalšími skladateli). Libreto: Fritz Grünbaum, Wilhelm Sterk a Fritz Löhner-Beda. UA 1925 Vienna
- Hallo! Hier Grünbaum! Revue. Text: Fritz Grünbaum. UA 1927 Vienna

### Písně
- Junger Mann, text: Arthur Rebner. 1923. Verlag Gabor Steiner, N.Y.
- Liebe Katharina, komm zu mir nach China! Píseň a foxtrot. Text: Fritz Löhner-Beda. 1927. Wiener Bohême Verlag
- Meine Tante, deine Tante. One-step, text: Fritz Löhner-Beda. 1925. Wiener Bohême Verlag
- Was machst du mit dem Knie, lieber Hans. Pasodoble, text: Fritz Löhner-Beda. 1925. Wiener Bohême Verlag
- Wenn man’s noch nie gemacht. Foxtrot, text: Arthur Rebner. 1923. Verlag Gabor Steiner, N.Y.
- Wo sind deine Haare, August? Foxtrot, text: Fritz Löhner-Beda